# Emil Angelescu
Emil Angelescu (fl. XX secolo) è stato un bobbista rumeno.

## Biografia
Viene ricordato come vincitore di una medaglia d'argento nella sua disciplina, ottenuta ai campionati mondiali del 1934 (le due precedenti non si svolsero, edizione tenutasi a Garmisch-Partenkirchen, attuale Germania) insieme ai suoi connazionali Teodor Popescu, Dumitru Gheorghiu e Ion Gribincea
Totalizzarono un tempo migliore rispetto a quella francese (medaglia di bronzo) ma vennero superati della nazionale tedesca (medaglia d'oro).